# Santa Cruz de Cocachacra (distrito)
O distrito peruano de Santa Cruz de Cocachacra é um dos trinta e dois distritos que formam a Província de Huarochirí, situada no Departamento de Lima, pertencente a Região Lima, na zona central do Peru.

## Transporte
O distrito de Santa Cruz de Cocachacra é servido pela seguinte rodovia:
- PE-22, que liga o distrito de Ate (Província de Lima) à cidade de La Oroya (Região de Junín)
- LM-118, que liga o distrito à cidade de Langa[1][2][3]